# Victoria Pitts-Taylor
Victoria Pitts-Taylor (nascuda Pitts) és professora d'estudis feministes, de gènere i sexualitat a la Universitat Wesleyan (Connecticut), i també professora de Ciència en Societat i Sociologia. Anteriorment era professora de sociologia a Queens College i al CUNY Graduate Center de Nova York, i fellow al Centre per a l'Estudi de Diferències Socials de la Universitat de Colúmbia (Nova York). Pitts-Taylor també és antiga coeditora de la revista Women's Studies Quarterly (WQS). Ha guanyat el Premi Robert K. Merton Book de la secció sobre ciència, coneixement i tecnologia de l'Associació Sociològica Americana, i el Premi Feminist Philosophy of Science de la Women's Caucus of the Philosophy of Science Association.

## Educació
Pitts-Taylor va obtenir el seu doctorat en Sociologia el 1999 a la Universitat Brandeis.

## Publicacions
- In the flesh: the cultural politics of body modification (en anglès).  Nova York: Palgrave Macmillan, 2003. ISBN 9780312293116.
- Surgery junkies: wellness and pathology in cosmetic culture (en anglès).  New Brunswick, New Jersey: Rutgers University Press, 2007. ISBN 9780813541624.
- The cultural encyclopedia of the body (en anglès). I, II.  Westport, CT: Greenwood Press, 2008. ISBN 978-0313341458.
- Mattering: feminism, science and materialism (en anglès).  Nova York: New York University Press, 2016. ISBN 9781479845439.
- The brain's body: neuroscience and corporeal politics (en anglès).  Durham: Duke University Press, 2016. ISBN 9780822361268.